# Skenäs gård

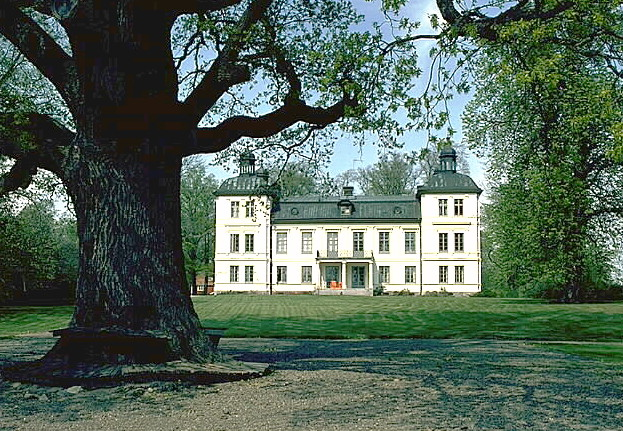
Skenäs gård

Skenäs gård är ett säteri i Västra Vingåkers socken i Vingåkers kommun. Den ligger vid sjön Kolsnaren. 

## Historia
Skenäs omtalas i dokument första gången 1397 ("Skedhanæsi") då Gunnar i Skenäs var nämndeman vid häradsting. 1467 var Sven i Skenäs torp faste vid häradstinget.

### 1500- och 1600-talet
Under 1500-talet tillhörde Skenäs Strängnäs biskopsstol som lydande under Gropptorps rättardöme, men var 1551 indraget som arv och eget och räknas som två mantal.
Skenäs var 1573 förlänat till Claes van Köllen och 1590 till Jacob Koskull, men återgick snart i kronans ägo och redovisas i början av 1600-talet som krono. 1627 var Skenäs förlänat till Erik Jacobsson (Silfverarm) på hans fördel och på 1630-talet åt Erik Ryning som del av hans lön men blev under 1640-till ett löjtnants och ett fältväbelboställe. Så förblev det till 1667 då Skenäs med fyra andra kronohemman i Västra Vingåkers socken, jämte skatten från fem skattehemman förlänades åt Erik Dahlbergh. Löfte om förläningarna hade han fått redan 1658. Dahlbergh var dock medveten om att reduktionen började dra in förläningar, och han såg till att byta bort räntan från skattegårdarna, underlade hemmanet Sund under Skenäs säteri, och lade Björknäs och Skårsnäs som rå- och rörshemman under säteriet. Han fick 1675 konfirmation på donationen, men ändå senare att ifrågasättas.
Rå- och rörsrättigheterna för Björknäs och Skårsnäs drogs in 1685, men genom byten mot andra förläningar fick han behålla godset.

### 1700- och 1800-talet
Det kom dock att dröja ända fram till 1774 innan alla detaljer kring dessa byten var ordnade. Erik Dahlberg utökade också godset betydligt genom inköp av en rad frälsegårdar i omgivningar. Ede, Mojanå, Östra Nordankärr, Västra och Mellan Vintergatan samt Österby lades under Skenäs.
Efter Erik Dahlbergs död ärvdes Skenäs av dottern Anna Maria Dahlberg, vilken kort efter tillträdet blev änka efter Joakim Christian von Beijer (1652–1705). Deras äldst dotter Margareta Eleonora von Beijer ärvde Skenäs och avled här 1772. Genom sitt giftermål med Johan Gyllenborg kom Skenäs i släkten Gyllenborgs ägo. Efter Margareta Eleonora von Beijers död ärvdes godset av hennes barn Jacob Johan, Gustaf Fredrik och Sara. Gustaf Fredrik och Sara överlät dock sina andelar i Skenäs på äldste brodern som blev ensam ägare till godset, och efter hans död övergick det till sonen Henning Adolf Gyllenborg. Sedan hans änka Albertina von Axelson 1832 avlidit, såldes godset till majoren greve Bengt Oxenstierna, och efter dennes död 1841 till överstelöjtnant Ulrik von Ihre. I samband med det avstyckades delar av jorden och godset minskades till 10 1/4 mantal jämte frälseräntor från 2 1/2 mantal. Ulrik von Ihre avled redan 1846, och hans arvingar sålde 1865 godset till överste Henrik Palmstierna. Efter honom brukades det av hans som ryttmästaren Magnus Palmstierna, och sedan hans son majoren Carl-Otto Palmstierna.

### Senare år
Numera (2007) ägs Skenäs av direktör Anders G (Aje) Philipson, som i slutet av 1980-talet köpte godset av finansmannen Per Landgren.

## Byggnader
Erik Dahlberg var främst intresserad av att få Skenäs att bli godkänt säteri, och hade bostad på andra håll, och nöjde sig med att uppföra två flyglar till mangårdsbyggnaden, vilka stod färdiga 1669. Den ena som ännu finns bevarad var bostad åt gårdens ägare. Den andra fungerade som kök. Nedanför dessa uppfördes också två fatburar, vilka nu är rivna. En gråstensbyggnad uppförd 1749 moderniserades 1940–1945 och gjordes då om till gårdskontor och bostad för inspektor och trädgårdsmästare. Ladugården i sten uppfördes på 1870-talet. Arbetarbostäderna, som på 1950-talet bestod av fyra enfamiljs, fyra tvåfamiljs och en trefamiljs moderniserades med vatten och avlopp 1943–1954. Stallet uppfördes 1880 och en ny loge på 1920-talet. En ångsåg uppfördes 1901 men elektrifierades senare.
Under 1800-talet låg även ett tegelbruk under godset, under samma tid fanns även ett kalkstensbrott under Skenäs.
Den nuvarande huvudbyggnaden i två våningar med fyra hörntorn i tre våningar uppfördes 1876-1886 efter ritningar av Emil Langlet. Teglet från byggnaden hämtades från gårdens eget tegelbruk. Byggnaden moderniserades med elektricitet och rinnande vatten på 1920-talet och restaurerades 1947.

## Övrigt
Den som har störst anknytning till Skenäs är Johan Gabriel Oxenstierna, landshövding Gyllenborgs systerson. Han föddes där 1750 och särskilt i inledningen till skaldestycket "Skördarne" förevigade han sina ungdomsminnen.